# جورج كروسبي جيلمور
جورج كروسبي جيلمور هو سياسي أسترالي، ولد في 7 ديسمبر 1860، وتوفي في 15 يناير 1937 في هوبارت في أستراليا. انتخب عضو مجلس نواب تسمانيا ‏.